# خان شاه عباسي (بيستون)
خان شاه عباسي (بالفارسية: کاروانسرای شاه‌عباسی) هو خان تاريخي يعود إلى عصر السلالة الصفوية، ويقع في بيستون بإيران.